# Glossina schwetzi
Glossina schwetzi
Pour les articles homonymes, voir Mouche et Goma Tsé-Tsé.
Espèce
Glossina schwetzi est l'une des 23 espèces reconnues de mouches tsé-tsé (genre Glossina) et appartient au groupe forestier/fusca (sous-genre Austenina).

## Répartition
Glossina schwetzi a été historiquement signalée le long des côtes de l'océan Atlantique, notamment en Angola, au Congo, en République démocratique du Congo et au Gabon,, et peut-être au Cameroun. Cependant, une revue de la littérature scientifique de 1990 à 2020 n'a trouvé aucune trace de G. schwetzi, même s'il faut tenir compte du fait que les efforts de piégeage dans ses zones d'occurrence historiques étaient limités.